# دیده‌بان حقوق حیوانات
دیده‌بان حقوق حیوانات (به انگلیسی: Animal Rights-Watch) (به اختصار ARW) نخستین خبرگزاری ثبت شده با موضوع صرف حقوق حیوانات در ایران است. این خبرگزاری غیردولتی، فعالیت رسمی خود را از سال ۱۳۸۹ آغاز نموده و با پشتوانهٔ تلاش‌های گستردهٔ خود در خصوص وضعیت حیوانات در ایران و جهان، همینک به عنوان مرجع اخبار فارسی در میان حامیان و دوستداران حیوانات سرتاسر جهان شناخته می‌شود،

## دیدگاه
در بیانیهٔ پایگاه رسمی این خبرگزاری چنین آمده است:
دیده‌بان حقوق حیوانات به دلیل مخالفت بنیادی با اسارت حیوانات، طرفدار آزادی حیوانات و زیستمندی آن‌ها در شرایط طبیعی‌است؛ همچنین با اهلی کردن گونه‌های جانوری اعم از حیات وحش، حیوان شهری و گونه‌هایی که از سر سودجویی حیوان خانگی معرفی می‌شوند، مخالف است. آنچه به عنوان «تربیت کردن» یک حیوان شناخته می‌شود را در واقع «بی‌تربیت کردن» و خارج کردن حیوان از شرایط زیستمندی طبیعی می‌دانیم.

## مدیریت
مدیریت دیده‌بان حقوق حیوانات، همینک بر عهدهٔ شهرام امیری شریفی، فعال حقوق حیوانات در ایران است.

## افتخارات
این خبرگزاری یک سال پس از آغاز فعالیت رسمی خود موفق به دریافت جایزهٔ ملی حقوق حیوانات (نشان خروس سفید) در سال ۱۳۹۰ شد. این جایزه به پاس تلاش‌های بی‌وقفه در خصوص اطلاع‌رسانی صحیح از وضعیت حیوانات ایران از سوی انجمن حمایت از حیوانات اصفهان به این خبرگزاری اعطاء شد،

## فعالیت‌ها

### پوشش خبری سلاخی خرس‌های سمیرم
اقدام دیده‌بان حقوق حیوانات در خصوص انتشار فیلم سلاخی سه خرس قهوه‌ای توسط دو شکارچی در سمیرم، موج بازتاب اصحاب رسانه و انزجار عمومی از عملکرد شکارچیان مزبور را در پی داشت؛ به گونه‌ای که نهایتاً واکنش مقامات داخل کشور نیز برانگیخته شد،

#### اعلام ۲۰ شهریور به عنوان روز مبارزه با خشونت علیه حیوانات
به پیشنهاد دیده‌بان حقوق حیوانات، روز مبارزه با خشونت علیه حیوانات، مصادف با روز سلاخی خرس‌های سمیرم (۲۰ شهریور ۱۳۹۰) اعلام شد. این پیشنهاد با حمایت گسترده احزاب زیست‌محیطی و اصحاب رسانه در ایران همراه شد. یک سال پس از وقوع این رویداد تلخ زیست‌محیطی، مراسمی در ۱۶ شهریور ۱۳۹۱ در جهت یادبود این روز در تهران برگزار شد و تندیس خرس قهوه‌ای به فعالان برتر حقوق حیوانات در ایران اهداء شد،

### راه‌اندازی یگان امداد و نجات حیوانات
دیده‌بان حقوق حیوانات با راه‌اندازی یگان امداد و نجات حیوانات، نسبت به رسیدگی به وضعیت حیوانات در شرایط نامطلوب اقدام می‌ورزد.

#### ارسال یگان امداد و نجات به مناطق زلزله زده
برای نخستین بار در تاریخ بلایای طبیعی ایران و توسط دیده‌بان حقوق حیوانات، تیمی متشکل از امدادگران جهت رسیدگی به امور حیوانات در مناطق زلزله‌زده آذربایجان شرقی در مرداد ۱۳۹۱ به این منطقه ارسال شد. اعزام این یگان با هدف جلوگیری از تقابل مضر بین انسان و حیوان، نجات، درمان و تیمار حیوانات رهیده از خطر مرگ، صورت پذیرفت،

### پوشش خبری شیرهای باغ وحش ارم
به دنبال معدوم کردن ۱۴ قلاده شیر باغ وحش ارم در سال ۱۳۸۹، دیده‌بان حقوق حیوانات نسبت به پوشش تصویری و خبری این حادثه مبادرت ورزید. این اقدام دیده‌بان حقوق حیوانات علی‌رغم مخالفت‌های بسیار انجام می‌شد. پیگیری‌های مکرر توسط این خبرگزاری، مصوبه مجلس شورای اسلامی و مقصر اعلام کردن سازمان‌های دامپزشکی، حفاظت از محیط زیست و باغ وحش ارم را در پی داشت.

### مخالفت با فعالیت سیرک‌ها در ایران
دیده‌بان حقوق حیوانات تاکنون مخالفت‌های گسترده‌ای علیه فعالیت‌های ناقض حقوق حیوانات سیرک‌هایی از قبیل سیرک ملی ایران و ایتالیا انجام داده است. چنین سیرک‌هایی به دلیل نقض حقوق حیوانات در غرب فاقد مجوز قانونی بوده و به دلیل نبود قوانین حمایت از حیوانات در ایران به فعالیت می‌پردازند.

### اعتراض به نمایشگاه‌های تنوع زیستی
مسئله نقض حقوق حیوانات به بهانه برگزاری نمایشگاه‌های تنوع زیستی با اعتراضات گسترده دیده‌بان حقوق حیوانات مواجه شده است. در این نمایشگاه‌ها، حیوانات نادر در شرایط نامطلوب نگهداری شده و بعضاً مورد خرید و فروش نیز قرار می‌گرفته‌اند،

### راه‌اندازی کمیته رهاسازی در زیستگاه طبیعی
کمیته رهاسازی دیده‌بان حقوق حیوانات در جهت احقاق حقوق حیاتی اولیه حیوانات واگذار گردیده یا زنده‌گیری شده توسط یگان امداد و نجات، اقدام به رهاسازی اصولی حیوانات می‌نماید.
=
جنبش حقوق حیوانات